# 松平武修
松平 武修（まつだいら たけなが、1866年1月18日（慶応元年12月2日） - 1920年（大正9年）11月25日）は、明治時代の武家華族（子爵）。旧石見国浜田藩主越智松平家9代当主。
浜田藩主松平武聰の嫡男として誕生。幼名は熊若丸。祖父は水戸藩主の徳川斉昭。1873年3月23日、父が隠居したため家督を相続。1884年、子爵を授けられた。

## 親族
- 前妻：全子（旧対馬府中藩主宗重正伯爵の娘） 1869年 - 1888年
- 後妻：雅子（旧松江藩主松平定安伯爵の娘） 1870年 -
- 長男：松平武親  - 子爵を継ぐ。10代当主
- 次男：竹腰清修
- 三男：松平吉修 - 子爵。11代当主
- 女子：松平鈴子 - 画家の松島正幸と結婚。子は13代目を継いだ画家の松平武龍